# Urbici Soler i Manonelles
Urbici Josep Francesc Soler i Manonelles, més conegut com a Urbici Soler i Manonelles, (Ferran, 21 de juny de 1890 - Anapra, Nou Mèxic, 15 de gener de 1953) fou un escultor català, especialment conegut per ser l'autor de la monumental estàtua de Crist Rei, a El Paso, acabada l'any 1939.

## Biografia
Soler nasqué a Ferran, on va viure bona part de la seva infantesa. Circumstàncies familiars -la necessitat d'atenció mèdica freqüent per part del seu germà Tonet- feren que la familia es traslladés a Gràcia l'any 1900, on començà a treballar com a noi dels encàrrecs al taller d'imatgeria religiosa La Milagrosa, regentat per Miquel Castellanas. Allà Soler va iniciar-se en el modelat escultòric de manera autodidacta, i fou on elaborà els seus primers treballs coneguts, com Mon germanet (1904) o Modisteta de l'any 80, amb la que guanyà el primer premi del concurs d'aprenents d'escultura de 1904.
Fou al voltant de 1904 quan Soler entrà al taller de Pere Carbonell i Huguet, i en aquella mateixa època es va inscriure als cursos nocturns de la secció artística de l'escola de la Llotja, a Barcelona, on assistí a classes de Venanci i Agapit Vallmitjana i on fou distingit amb el primer premi d'estudi de les formes de l'art i la natura i el de modelat. L'any 1905, Soler apareix entre els membres de l'associació de pintors i escultors catalans, un col·lectiu de joves artistes que cercaven separar-se de l'estètica del modernisme tot apostant per temes i formes amb un cert compromís social. L'any 1907, Soler va rebre un premi menor per un Cap d'estudi presentat a la V exposició internacional de Belles Arts que es va celebrar a Barcelona.
L'any 1908, Soler havia anat a Vitòria a treballar a les obres de la nova catedral, però el projecte es va interrompre l'any 1914 per falta de pressupost i tornà a Barcelona, on treballà amb Castellanas. L'any 1911 va quedar exempt del servei militar en sortir excedent de contingent, i va decidir iniciar un viatge per Europa que culminà amb una estada de vuit anys a Múnic.

### Estada a Múnic
Atret pel nucli artístic de Múnic dels volts de la Primera Guerra Mundial, Soler s'hi va instal·lar i es va matricular a l'Acadèmia de Belles Arts de la ciutat, on fou deixeble d'Erwin Dietbald Kurz i Knut Akerberg, que l'introduïren a l'òrbita d'Adolf von Hildebrand. Després d'un aprenentatge de quatre anys, entre 1916 i 1920 Soler va regentar una escola d'escultura, situada al barri de Scharabing. Segons les fonts, en aquells moments Soler havia assolit la màxim titulació que es podia aconseguir a l'Acadèmia de Belles Arts, entitat de la qual també fou acadèmic, i també constava com a membre del Liutpol Gruppe. En aquella època, Soler va entrar als cercles de la família reial bavaresa i va rebre l'encàrrec de la ue fou la primera escultura monumental que se li coneix, titulada Maia de la Pau i el seu fill Adlbert (1918).
Poc temps després, Soler decidí abandonar Múnic i visitar enclavaments més meridionals, com Viena o Budapest, on s'estaven forjant noves propostes artístiques, per finalment arribar a París l'any 1920. Allà va estar treballant a l'estudi d'Antoine Bourdelle, on sembla que va conèixer Aristides Maillol, però al cap de poc temps va emprendre el camí de tornada cap a Barcelona.

### Retorn a la península
Tornat a Barcelona, Soler obrí un taller a la ciutat, i ben aviat va rebre l'encàrrec de Josep Goday per fer la decoració de la porta principal del Pavelló Rosa (destinat a embarassades solteres o en secret) de la Casa de la Maternitat de la ciutat comtal. Per a aquest indret, Soler ideà un frontó semicircular amb una petxina al centre, amb un infant dempeus i amb els braços estirats al seu interior, tot plegat flanquejat per grans cornucòpies. A banda i banda del frontó s'aixequen dues parelles d'infants, també nus, que abracen una cornucòpia. Rematen el frontó dos putti que sostenen una corona de llorer sobre l'infant que protagonitza el conjunt.
El 8 de març de 1921, Soler es trasllada a Madrid, on realitza diversos treballs tant per figures destacades de l'alta societat de la ciutat com d'altres indrets de l'estat. De la mateixa manera, en aquesta època també realitzà obres monumentals, com Médicos heroicos, instal·lada a l'acadèmia militar de medicina de Madrid o el monument funerari de Francisco García Cabezas, dues peces actualment desaparegudes.
El 1925, Soler fou premiat a l'exposició municipal d'arts decoratives de Barcelona, i poc temps després va rebre l'oferiment de l'arquitecte argentí Jorge Bunge, antic alumne seu a Múnic, per anar sis mesos a l'Argentina a treballar en la decoració de diversos edificis governamentals. Soler va entomar el repte i es traslladà a l'Argentina, iniciant un viatge que mai no el portaria de retorn a Catalunya.

### Soler a Amèrica
El conjunt més important de Soler, El Món, és un estudi del natius de Mèxic, Amèrica Central y Sud-amèrica. La guerra civil espanyola frenà el seu retorn a Catalunya. El 1937 va ser cridat a treballar en el Crist Rei, impulsat per Costa a El Paso.
L'estàtua s'inspirà en una crida papal per commemorar el dinovè centenari de Crist. El projecte s'inicià per part del pare Lourdes Costa, de la parròquia de Smeltertown, que cobria les dues bandes -New Mexico i Texas- del Rio Grande. Costa, català com Soler, erigí primer una creu de fusta i després una d'acer. L'estàtua fa 18 m d'alçada i 2,7 m de base i es compon d'acer i pedra calcària de prop d'Austin, Texas. Soler l'esculpí in situ. L'estàtua es completà el 1939 i consagrà el 1940.
Casat dos cops, Soler visqué a New Orleans, Califòrnia, New York, i Sud-amèrica el 1943, i retornà a El Paso el 1945. S'incorporà a la facultat del que ara s'anomena University of Texas a El Paso, i esdevingué ciutadà nord-americà el 1949. Construí la seva casa al peu del Crist Rei, a un indret actualent conegut com a Sunland Park. La Texas Historical Commission posà una fita a la seva sepultura al cementiri d'Evergreen, a El Paso.

## Algunes obres d'Urbici Soler
- Cap d'estudi (1907)
- Princesa María de la Paz (1918)
- El Món, 1920s - 1940s, col·lection d'estudis de pobles nadius
- Charlotte Dahmen Chao (1925)
- Diego Rivera (1931) pedra arenisca
- Abelardo Rodríguez (1932)
- Enrique González Martínez (1934)
- Crist Rei(1939) pedra calcària
- Tom Lea (1946) bronze
- Fresia (1946) fusta dura
- Mater Dolorosa (1950) d'estil modern